# Maria Unger
Maria Unger (* 31. Oktober 1952 in Trier; geboren als Maria Heinzkill) ist eine deutsche Politikerin (SPD). Sie war von 1994 bis 2015 Bürgermeisterin der nordrhein-westfälischen Kreisstadt Gütersloh.

## Leben
Maria Unger wuchs in Dudeldorf-Ordorf in der Südeifel auf. Dem Besuch der dortigen Volksschule folgte die Handelsschule in Bitburg. In Mannheim lernte sie als Angestellte der Deutschen Bundesbahn ihren späteren Ehemann kennen und zog mit ihm 1977 nach Gütersloh.
Der SPD trat sie 1982 bei. 1991 wurde sie im Rat der Stadt Gütersloh sachkundige Bürgerin.
Bei der Wahl des deutschen Bundespräsidenten 2009 zur Wahl von Horst Köhler war sie für die SPD Landesdelegierte.
Unger ist verheiratet und hat zwei erwachsene Kinder.

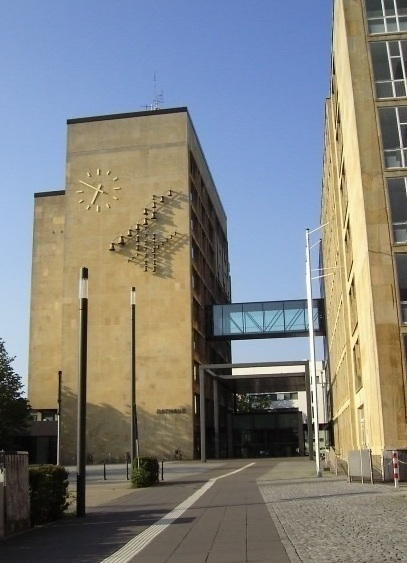
Das Rathaus von Gütersloh

## Bürgermeisterin
Von 1994 bis 1999 war Unger als Nachfolgerin von Karl Ernst Strothmann (CDU) ehrenamtliche Bürgermeisterin in Gütersloh und Vorsitzende des städtischen Haupt- und Finanzausschusses. Bei der ersten Wahl zur hauptamtlichen Bürgermeisterin am 12. September 1999 gewann sie die Wahl mit 54,9 Prozent der abgegebenen Stimmen. Am 26. September 2004 wurde sie mit 51,0 Prozent der gültigen Stimmen wiedergewählt, ebenso 2009 mit 42,8 Prozent der gültigen Stimmen.
Im Rat der Gemeinden und Regionen Europas war sie stellvertretendes Mitglied des Präsidiums und Mitglied des Hauptausschusses. Im Deutschen Städte- und Gemeindebund war sie Mitglied des Hauptausschusses (ihre dortigen Stellvertreter waren erst der ehemalige Bürgermeister von Erftstadt Franz-Georg Rips und dann die Bürgermeisterin von Wesel Ulrike Westkamp) sowie Mitglied des Ausschusses für Bildung, Sport und Kultur. Im Städte- und Gemeindebund Nordrhein-Westfalen war sie bis 2014 als Vorsitzende der Arbeitsgemeinschaft des Regierungsbezirkes Detmold Mitglied des Präsidiums, sie ist dort zudem Mitglied des Arbeitskreises Mittelstadt.
Sie ist auch unter anderem Kuratoriumsmitglied beim Evangelischen Stiftischen Gymnasium Gütersloh, beim Flughafen Gütersloh Mitglied von Beirat und Gesellschafterversammlung, in der Jury für den Christian-Heyden-Preis, war Aufsichtsratsmitglied des Klinikum Gütersloh, Vorsitzende der Gesellschafterversammlung der Stadtbibliothek Gütersloh, Aufsichtsratsvorsitzende der Stadtwerke Gütersloh und Kuratoriumsmitglied der Woldemar-Winkler-Stiftung.
Während ihrer Amtszeit trat die Stadt Gütersloh im Januar 2011 den Mayors for Peace bei.
Anfang Oktober 2013 gab Unger bekannt, dass sie ihre sechsjährige Amtszeit bis zum 20. Oktober 2015 voll ausschöpfen möchte, aber nicht noch einmal kandidieren wird. Zum Nachfolger im Bürgermeisteramt wurde Henning Schulz (CDU) gewählt.
Im Dezember 2014 wurde Unger für ihre Verdienste um die deutsch-britischen Beziehungen als Member of the Most Excellent Order of the British Empire (MBE) ausgezeichnet. Im Februar 2015 wurde Maria Unger als Ehrenmitglied in die Freiwillige Feuerwehr Spexard aufgenommen. Im März 2015 erhielt sie die Ehrenbürgerschaft der Gütersloher Partnerstadt Broxtowe für ihr langjähriges Engagement für die Städtepartnerschaft.